# Soğanlı-Tal

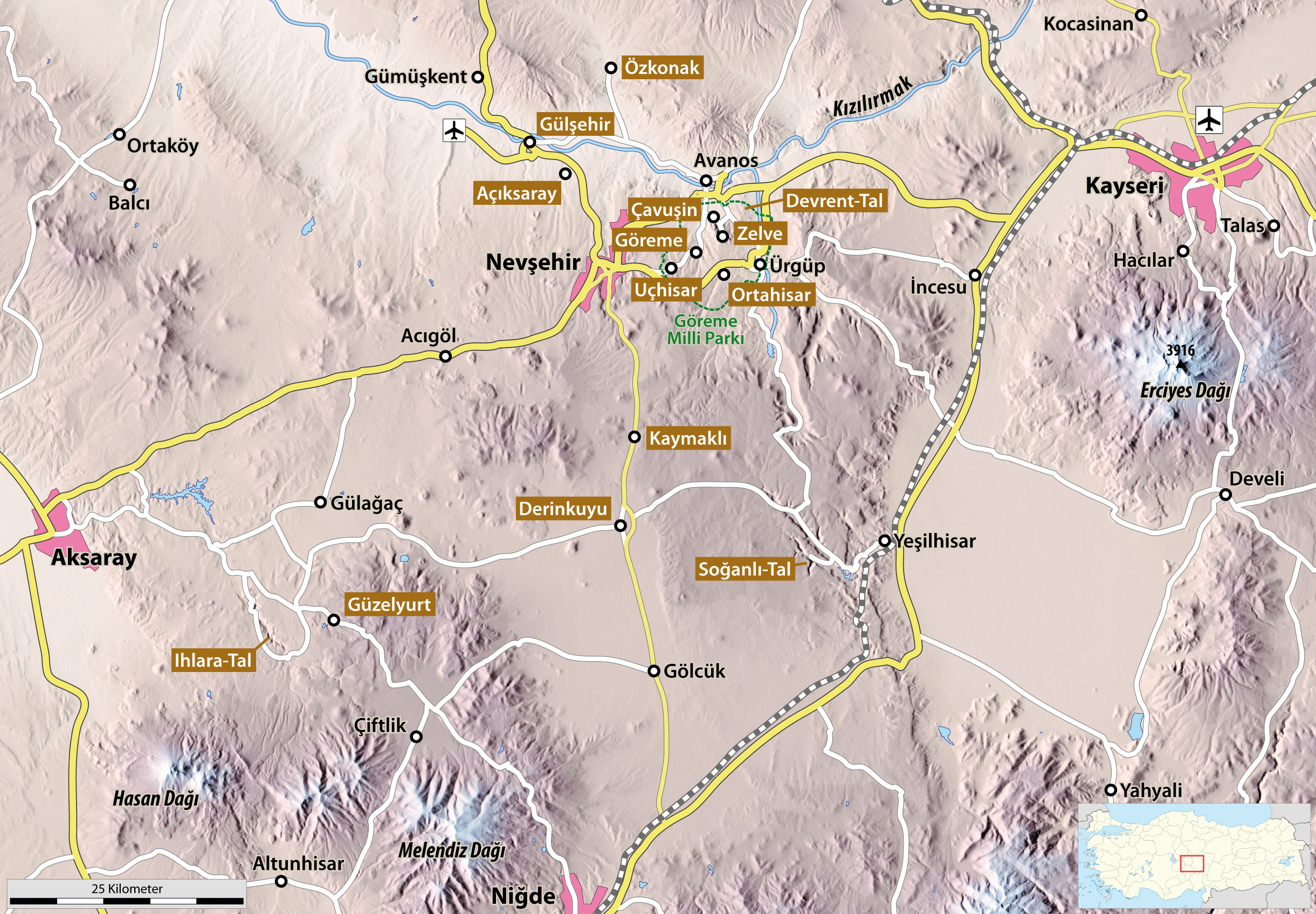
Das Soğanlı-Tal und andere sehenswerte Orte in Kappadokien

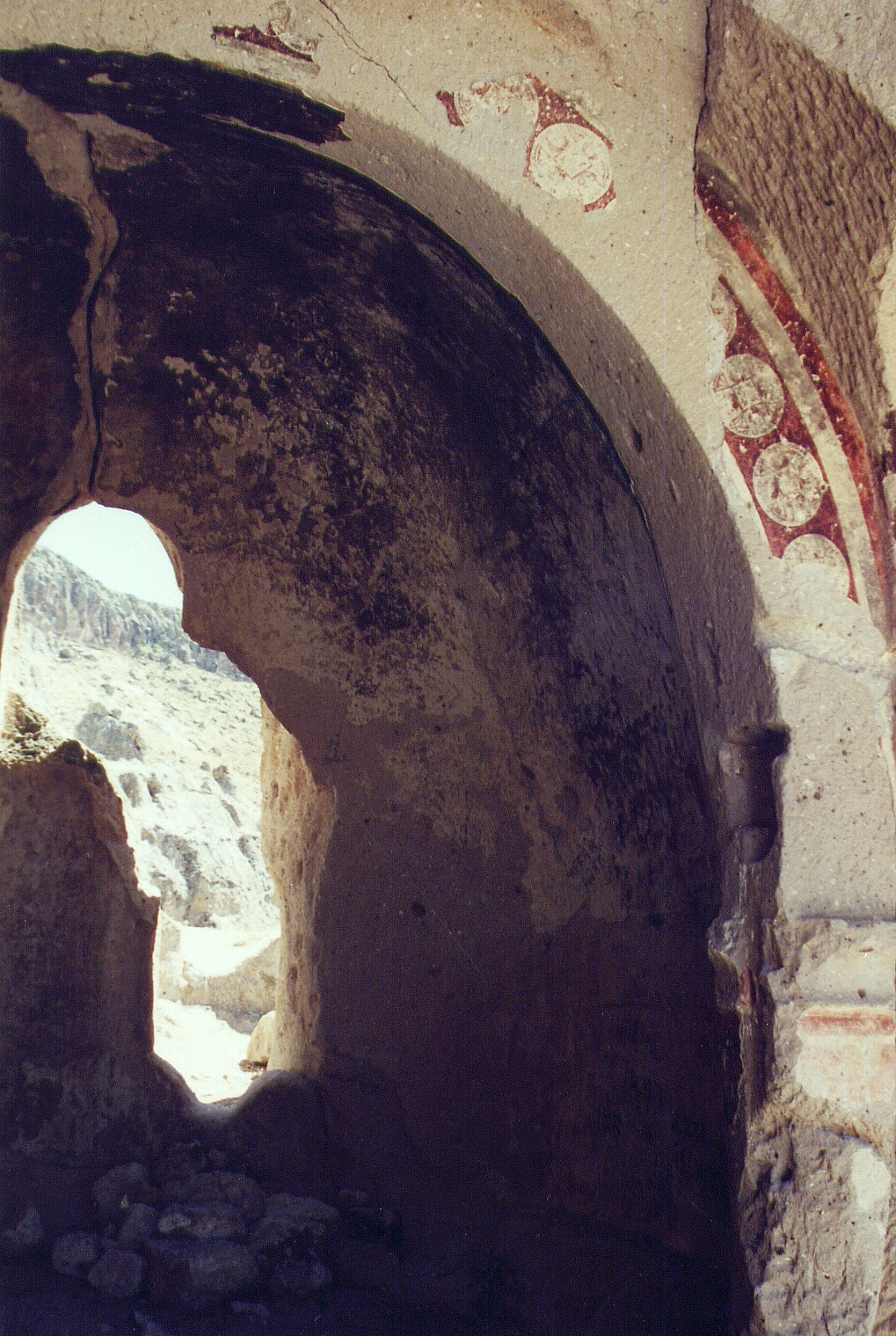
Malereireste bei der Tokalı Kilise

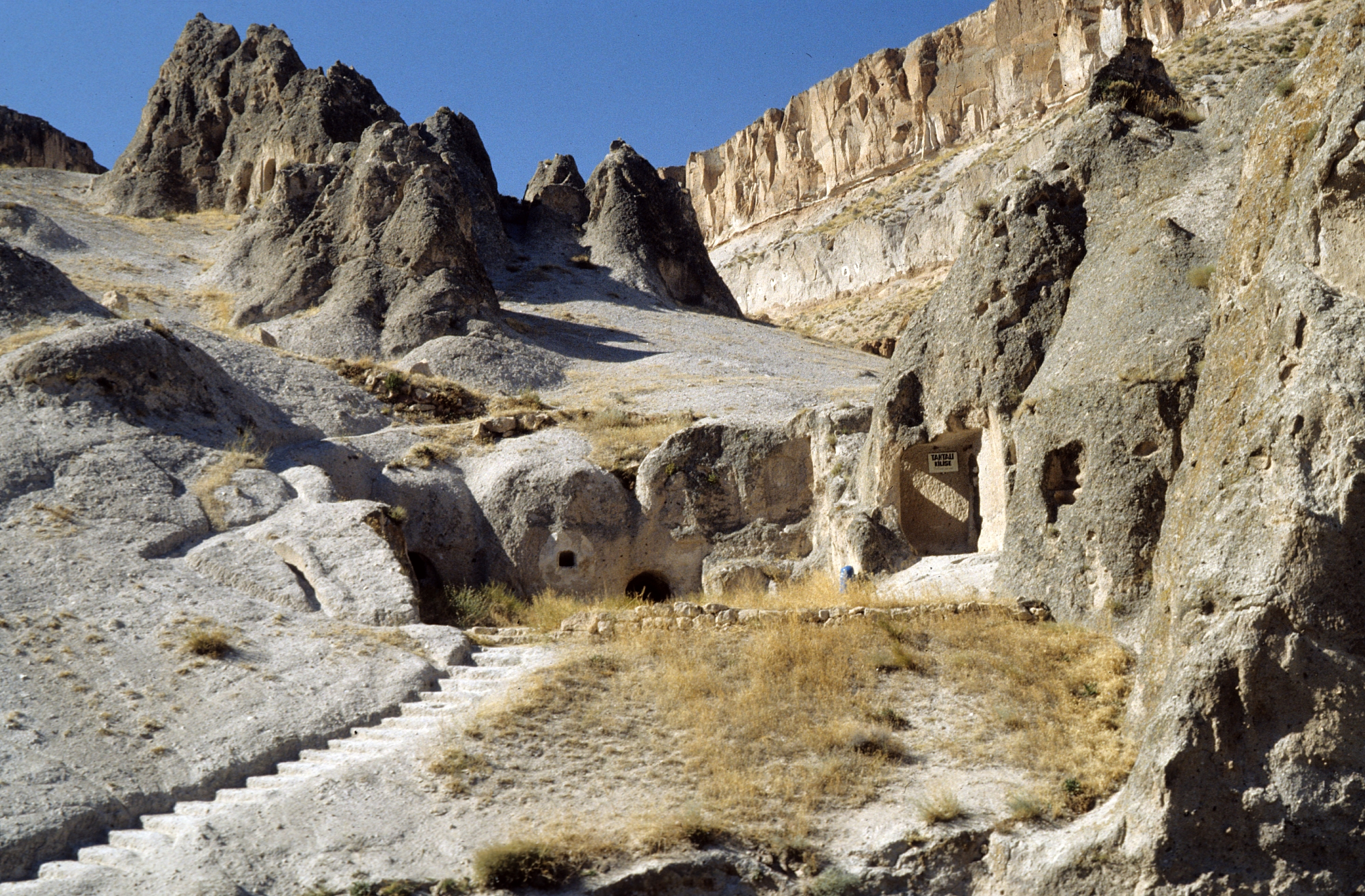
Tahtalı Kilise

Das Soğanlı-Tal liegt im Landkreis Yeşilhisar der türkischen Provinz Kayseri, im Südosten der Region Kappadokien. Im Tal sind zahlreiche Felsenkirchen und Höhlenbauten in das weiche Tuffgestein der kappadokischen Landschaft eingearbeitet. 
Im südöstlichen Teil des Tales liegt der Ort Aşağı Soğanlı (Unteres Soğanlı), im weiteren Verlauf gabelt sich das Tal in einen nördlichen und einen südlichen Teil. An der Gabelung liegt Yukarı Soğanlı (Oberes Soğanlı). Das Tal war vom 9. bis ins 13. Jahrhundert von byzantinischen Mönchen besiedelt. Von ihnen stammen die etwa 100 Kirchen im Tal und die dazugehörigen Wohnhöhlen und Klosterräume, von denen allerdings die meisten verschüttet oder eingestürzt sind oder als Ställe genutzt werden. Bemerkenswert sind viele in den Fels geschlagene Taubenhäuser, deren Einfluglöcher mit weißer Farbe markiert sind.

## Kirchen
Noch vor der Verzweigung des Tals bei Aşağı Soğanlı liegt die Tokalı Kilise (Schnallenkirche), nicht zu verwechseln mit der gleichnamigen Kirche in Göreme. Sie befindet sich hoch in einer Felswand und ist über eine steile Treppe mit über 50 Stufen zugänglich. Vor der Kirche sind Grablegen in die Wand geschlagen. Im Inneren befindet sich eine dreischiffige Kirche, deren Fresken fast komplett zerstört sind.
Die Karabaş Kilisesi (Kirche mit den schwarzen Köpfen) im Nordtal hat ein Schiff mit Tonnengewölbe. Nach einer Inschrift des byzantinischen Feldherrn Michael Skepides über der Westtür stammt die jüngste Freskenschicht aus dem 13. Jahrhundert. Die Darstellungen zeigen Szenen aus dem Leben Jesu, wobei allerdings nicht die Köpfe schwarz sind, sondern der Hintergrund. Mehrere Nebengebäude lassen darauf schließen, dass es sich um einen Klosterkomplex handelt.
Ebenfalls im nördlichen Tal liegt die tonnengewölbte Yılanlı Kilise (Schlangenkirche). In einem Seitengebäude befinden sich zwei in den Fels gehauene Arkosolgräber. Ihre Fresken wurden schwarz übermalt und sind stark zerstört. Ihr gegenüber liegt die Kubbeli Kilise (Kuppelkirche) mit Nebenräumen aus dem 10. Jahrhundert, die in einen einzelnen Felskegel eingearbeitet ist. Der Kegel ist außen mit Quaderimitationen und Zahnschnittgesims verziert, was wohl den Eindruck einer freistehenden Kirche vermitteln soll.
Im südlichen Tal ist die ebenfalls tonnengewölbte Barbarakirche, auch Tahtalı Kilise (Holzkirche) mit einer Halle und einer Seitenkapelle um einen Hof angeordnet. Nach einer schwer lesbaren Inschrift kann sie auf 1006 oder 1021 datiert werden. Neben Fresken mit neutestamentlichem Inhalt ist eine für Kappadokien einzigartige Darstellung der Siebenschläfer von Ephesus bemerkenswert. Ihren türkischen Namen hat sie von einem Holzsteg, über den sie zu erreichen ist.

## Wirtschaft
Die Bewohner des Tales ernähren sich hauptsächlich von der Landwirtschaft. Als Dünger wird der Taubenmist aus den zahlreichen Taubenhäusern gesammelt und auf die Felder aufgebracht. Da die Gegend abseits der kappadokischen Kernregion liegt und keine Anbindung mit öffentlichen Verkehrsmitteln (Dolmuş) besteht, ist sie touristisch noch wenig erschlossen (Stand 1995).